# Norma Thrower
Norma Claire Thrower z domu Austin (ur. 5 lutego 1936 w Adelaide) – australijska lekkoatletka, specjalistka biegów płotkarskich, medalistka olimpijska z 1956 z Melbourne.
Zdobyła brązowy medal w biegu na 80 metrów przez płotki na igrzyskach olimpijskich w 1956 w Melbourne, za swą rodaczką Shirley Strickland i Niemką Giselą Köhler.
Na igrzyskach Imperium Brytyjskiego i Wspólnoty Brytyjskiej 1958 w Cardiff zdobyła złoty medal w biegu na 80 metrów przez płotki.
Startowała na igrzyskach olimpijskich w 1960 w Rzymie, ale odpadła w półfinale biegu na 80 metrów przez płotki, a sztafeta 4 × 100 metrów z jej udziałem została zdyskwalifikowana w eliminacjach.
26 marca 1960 w Brisbane wynikiem 10,6 s ustanowiła rekord Australii w biegu na 80 metrów przez płotki.
Była mistrzynią Australii w biegu na 80 metrów przez płotki w 1955/1956, 1957/1958 i 1959/1960, wicemistrzynią w tej konkurencji w 1951/1952 oraz brązową medalistką w 1953/1954.